# Anochetus corayi
Anochetus corayi är en myrart som beskrevs av Baroni Urbani 1980. Anochetus corayi ingår i släktet Anochetus och familjen myror. Inga underarter finns listade i Catalogue of Life.